# Leviano
Leviano es una película luso-canadiense del género dramático, escrita y dirigida por Justin Amorim, protagonizada por Diana Marquês Guerra, Anabela Teixeira, Alba Baptista, Mikaela Lupu y José Fidalgo, que se estrenó en 2017 en Cannes y luego en los cines el 5 de julio de 2018.

## Sinopsis
El largometraje está ambientado en el entorno acomodado y de nuevos ricos de las familias Paixão y Silva. Se produce un sensacional crimen sin resolver y Anita Paixão desaparece durante su propia fiesta de cumpleaños.
Un año más tarde, la reaparecida madre Anita y sus tres hijas, muy diferentes entre sí, que coquetean con los tres hermanos de Silva y oscilan entre la vida burguesa, el aburrimiento consentido y el hambre de vivir que estalla, acceden a dar una entrevista. En la entrevista, revelan todo lo sucedido y descubren nuevas pistas sobre el horrible suceso que sumió al pueblo en la confusión.
Recepción
La película se rodó en el Algarve y se estrenó en Portugal el 5 de julio de 2018. Posteriormente se proyectó en varios festivales de cine, entre ellos el Festival Internacional de Cine de Tesalónica (TIFF). También fue nominada a varios premios, incluidos los CinEuphoria Awards, en los que finalmente no tuvo éxito.
El 21 de noviembre de 2018, la película fue lanzada en DVD en Portugal. En televisión, se emitió por primera vez el 3 de mayo de 2020 en RTP1, el primer canal de la cadena pública RTP.
Los espectadores portugueses han mostrado reacciones mixtas, que van desde el entusiasmo hasta la decepción. Los comentarios positivos se centraron a menudo en los decorados y las imágenes, así como en la estructura contemporánea de la narración y su profundidad, mientras que los comentarios negativos se centraron a menudo en la interpretación de algunos actores jóvenes, el estilo de dirección orientado a Hollywood, la trama inverosímil y las escenas de sexo.

## Reparto
- Diana Marquês Guerra - Adelaide Paixão[6]
- Anabela Teixeira - Anita Paixão
- Alba Baptista - Carolina Paixão
- Mikaela Lupu - Júlia Paixão
- José Fidalgo - Filipe Frazão
- João Mota - Eduardo Silva
- Ruben Rua - Gonçalo Silva[7]
- Pedro Barroso - Fábio Encarnação
- Alda Gomes - Teresa Leite
- Vítor Silva Costa - Niko Neves
- Gabriella Brooks - Soraia Lima
- Leonardo Martins - Lucas Silva
- Inês Aguiar - Mafalda Magalhães
- Joana Aguiar - Matilde Magalhães
- João Pedro Correia - Xico Paixão